# Dag Nordmark
Dag Nordmark, född 18 februari 1945 i Lindesberg, död 5 juni 2018, var en svensk litteraturvetare.
Nordmark blev fil.dr. vid Umeå universitet 1978 och har varit professor vid universitetet i Tromsø. Han var professor i litteraturvetenskap vid Karlstads universitet 1998–2011.  Han skrev böcker om bland annat filmteori, arbetarlitteratur, äldre landsortsteater och norrländsk bildningshistoria.
Nordmark var också verksam som mediehistoriker och skrev en bok om den svenska radions och televisionens historia, speciellt dess kultur- och underhållningsprogram. Han skrev också ett avsnitt i Den svenska pressens historia I-IV och medverkade i samlingsverket Ny svensk teaterhistoria. Hans sista böcker handlar om Gustaf Fröding, dels hans tidningstexter, dels hans plats i Sveriges nationella kanon.

## Priser och utmärkelser
- 2012 - Gustaf Fröding-sällskapets hedersmedalj